# Akito Nakatsuka
Akito Nakatsuka (中塚 章人 Nakatsuka Akito?) es un compositor de música de videojuegos, cuyos trabajos incluyen Zelda II: The Adventure of Link, Ice Climber, Pilotwings 64 y el videojuego japonés Sutte Hakkun. Nakatsuka tomó el lugar de Kōji Kondō durante un breve período, hasta que este volvió a crear composiciones para Nintendo. 
Parte de su trabajo en The Legend of Zelda fue nuevamente usado por Nintendo para el juego de GameCube, Super Smash Bros. Melee. 